# Elektrownia Skawina
ResInvest Energy Skawina S.A. – elektrownia cieplna znajdująca się w Skawinie w województwie małopolskim.

## Historia
Historia elektrowni sięga 1957 roku, kiedy to uruchomiono pierwszy kocioł i turbinę o mocy 50 MW. Do 1961 roku moc elektryczna elektrowni osiągnęła 550 MW, co uczyniło ją jednym z największych i najnowocześniejszych zakładów energetycznych w Polsce tamtego okresu.
W latach 90. XX wieku rozpoczęto proces modernizacji elektrowni, obejmujący wymianę kotłów oraz podnoszenie parametrów turbin, co miało na celu dostosowanie zakładu do nowych wymogów technologicznych i ekologicznych. W 1996 roku Elektrownia Skawina została przekształcona w jednoosobową spółkę Skarbu Państwa, a w 1999 roku rozpoczęto proces jej prywatyzacji. W 2002 roku większościowy pakiet akcji nabyła amerykańska firma PSEG Poland Distribution BV. Cztery lata później, w 2006 roku, czeska grupa energetyczna CEZ (ČEZ) przejęła elektrownię od PSEG.
Pod rządami CEZ elektrownia kontynuowała modernizację, w tym budowę instalacji odsiarczania spalin w 2008 roku oraz instalacji odazotowania spalin (DeNOx) w latach 2017-2020, co pozwoliło na znaczne obniżenie emisji szkodliwych substancji do atmosfery. W listopadzie 2024 roku Grupa CEZ ogłosiła sprzedaż swoich polskich aktywów węglowych, w tym Elektrowni Skawina, spółce inwestycyjnej ResInvest Group. Transakcja została sfinalizowana w lutym 2025 roku po uzyskaniu zgody Urzędu Ochrony Konkurencji i Konsumentów.
Elektrownia Skawina dostarcza ciepło do Skawiny oraz zachodniej i południowo-zachodniej części aglomeracji krakowskiej, pokrywając około 25% zapotrzebowania aglomeracji na ciepło. 

## Dane techniczne
W skład elektrowni wchodzi:
- 6 kotłów parowych,
- 3 turbozespoły o łącznej zainstalowanej mocy 330 MW
- 2 hydrogeneratory o mocy znamionowej 0,92 MWe i 0,86 MWe, o łącznej mocy elektrycznej 2,46 MW[1]

Moc cieplna osiągana elektrowni wynosi 588 MWt.